# Bo Diddley

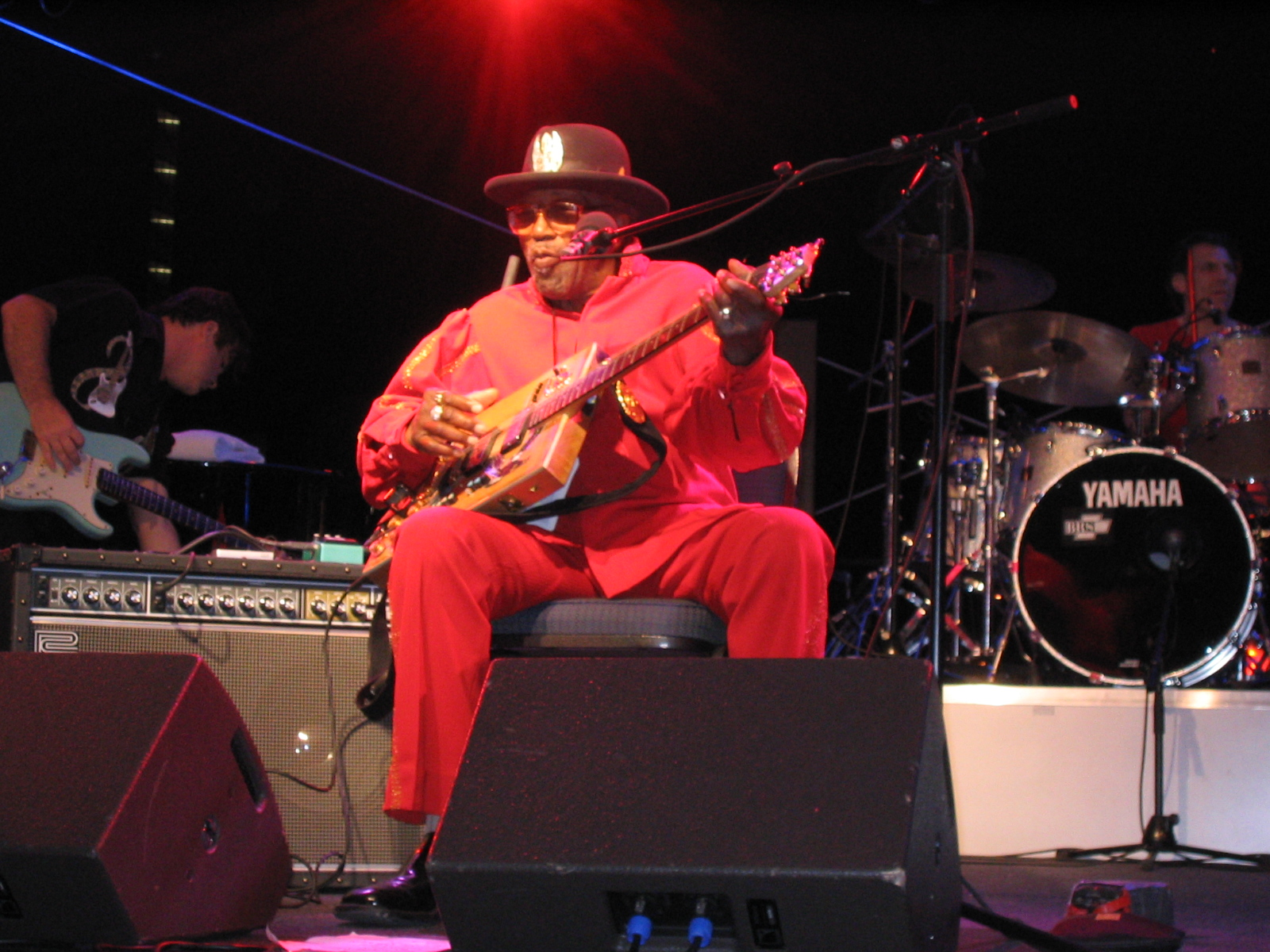
Bo Diddley, 2004

Bo Diddley (n. 30 decembrie 1928, d. 2 iunie 2008) a fost un cântăreț american de rock and roll, compozitor, și chitarist.